# Отопление, вентилация и климатизация
Отопление, вентилация и климатизация (ОВК) (на английски: Heating, Ventilating, and Air Conditioning, HVAC) е общото наименование на група сградни инсталации, използвани за регулиране на различни параметри на въздуха в затворени помещения (като температура и влажност). Целта е да се предоставят на хората, пребиваващи в сградите (жилищни, търговски, промишлени), хигиенни и безопасни условия и определено ниво на комфорт, а в някои случаи и да се постигнат определени технологични изисквания. Необходимите показатели, които трябва да бъдат постигнати в зависимост от предназначението на помещенията, често са описани в задължителни технически норми.
Част от показателите, които се следят при контрола на ОВК в една сграда са:
- Ниво на замърсеност (въглероден двуокис, други замърсители, прахови частици, миризми ...)
- Ниво на безопасност (пожарогасителни инсталации във вентилационни канали ...)
- Температура (при зимни и летни условия)
- Влажност (влажност на въздуха)
- Налягане

Цели на ОВК системите
1. Контрол на температурата
2. Циркулация на свеж въздух
3. Филтриране на въздуха
4. Ефективност и икономия
5. Тихо и не натрапчиво действие